# Stipella latispora
Stipella latispora är en svampart som beskrevs av L.G. Valle 2007. Stipella latispora ingår i släktet Stipella och familjen Legeriomycetaceae.   Inga underarter finns listade i Catalogue of Life.